# Spirillina
Spirillina, en ocasiones erróneamente denominado Arspirillinum, es un género de foraminífero bentónico de la familia Spirillinidae, del suborden Spirillinina y del orden Robertinida. Su especie tipo es Spirillina vivipara. Su rango cronoestratigráfico abarca desde el Rhaetiense (Triásico superior) hasta la Actualidad.

## Clasificación
Se han descrito numerosas especies de Spirillina. Entre las especies más interesantes o más conocidas destacan:
- Spirillina plana
- Spirillina vivipara

Un listado completo de las especies descritas en el género Spirillina puede verse en el siguiente anexo.